# Vnetje
Vnetje (latinsko inflammatio) je lokalna reakcija na poškodbo v tkivu, pri kateri pride do otekline, rdečine, bolečine, povišanja lokalne (in sistemske) telesne temperature in začasne izgube funkcije tkiva. Fiziološki pomen vnetne reakcije je odstanitev vnetnega agensa (patogenega organizma, dražeče snovi, odmrlih celic ...) ter reparacija prizadetega tkiva. 
Za vnetje je v začetni fazi značilno spodbujeno prehajanje plazme in belih krvničk iz krvnega obtoka skozi žilno steno v intersticij tkiva, ki je poškodovano. V vnetni odgovor so vključeni imunski sistem, lokalno žilje ter tkivne celice. 
Vnetje lahko mine brez vidnih posledic, pri obsežnejših poškodbah tkiva pa lahko zaradi razrasta vezivnega tkiva pride do zabrazgotinjena. V hujših primerih lahko vnetje preide v kronično obliko. Vnetje se lahko tudi konča s smrtjo, če pride do okvare funcije katerega od vitalnih organov ali če se pojavi sepsa (razsoj patogenov po organizmu).

## Izrazoslovje
V medicini se navadno vnetja posameznih organov poimenujejo z grškim nazivom organa in končnico -itis:
- miokarditis – vnetje srčne mišice,
- artritis – vnetje sklepov,
- dermatitis – vnetje kože,
- gastritis – vnetje želodca
- otitis – vnetje ušes ...

## Vnetni agensi
Vnetni odgovor je lahko posledica različnih dražljajev:
- fizični dražljaji:
  - mehanični (npr. tujek, mehanska poškodba),
  - toplotni (npr. izpostavljenost vročini, mrazu)
  - sevalni (UV, infrardeče, radioaktivno sevanje) ,
- kemični (npr. kisline, lugi),
- toksini,
- mikrobi (bakterije, virusi, glive, zajedavci)
- alergeni.

## Vnetni mediatorji
Vnetni procesi so posledica delovanja tako imenovanih vnetnih mediatorjev, ki jih izločajo zlasti bele krvničke po izpostavljenosti vnetnemu agensu. Najpomembnejši vnetni mediatorji so:
- histamin,
- lizosomske proteinaze,
- prostaglandini,
- levkotrieni,
- citokini,
- dušikov oksid ...

Vnetni mediatorji med drugim povzročijo arteriolokonstrikcijo ter povečajo prepustnost sten kapilar in venul. Posledica je eksudacija plazme in levkocitov v vnetišče.